# Špionica Centar
Špionica Centar je naseljeno mjesto u sastavu općine Srebrenika, Federacija Bosne i Hercegovine, BiH.

## Povijest
Do 1981. bila je dijelom Špionice Gornje, a onda je upravnim činom izdvojen dio naselja čime je nastalo novo naselje Špionica Centar.

## Stanovništvo
| Špionica Centar    |              |
| godina popisa      | 1991.        |
| Srbi               | 533 (90,49%) |
| Muslimani          | 46 (7,80%)   |
| Hrvati             | 6 (1,01%)    |
| Jugoslaveni        | 1 (0,16%)    |
| ostali i nepoznato | 3 (0,50%)    |
| ukupno             | 589          |

Špionica Centar kao samostalno naseljeno mjesto postoji od popisa 1991. godine.